# ماریسا مونته
ماریسا مونته (انگلیسی: Marisa Monte؛ زادهٔ ۱ ژوئیهٔ ۱۹۶۷) موسیقی‌دان اهل برزیل است.